# Limoneen
Limoneen is een terpeen met als brutoformule C10H16. Het is een kleurloze vloeistof met een kenmerkende, citrusachtige geur, die slecht oplosbaar is in water.

## Synthese
Limoneen wordt industrieel vrijwel niet gemaakt, omdat het goedkoop beschikbaar is in relatief goedkope sinaasappelolie. In de plant wordt het gevormd uit geranylpyrofosfaat.
In het laboratorium kan limoneen geëxtraheerd worden uit sinaasappel-schillen door middel van eenvoudige stoomdestillatie.

## Voorkomen
Limoneen komt in veel planten voor, met name D-limoneen in de etherische olie van citrusvruchten. In mindere mate wordt het aangetroffen in etherische olie van bloemen, zaden en andere plantendelen. Racemisch limoneen (ook wel DL-limoneen of dipenteen genoemd) en L-limoneen komen minder voor.

## Toepassingen
Limoneen wordt veel gebruikt als oplosmiddel voor vetten en als verfverwijderaar. Voor sommige stoffen kan het als grondstof dienen.
Daarnaast is limoneen een veel gebruikte geur- en smaakstof. D-limoneen heeft een kenmerkende sinaasappelgeur, L-limoneen heeft een citroenachtige geur.
Door aanwezigheid van een cyclohexeen-ringstructuur, zijn elektrofiele addities met bijvoorbeeld halogenen mogelijk.